# Potanichthys xingyiensis
Potanichthys xingyiensis è un pesce osseo estinto, appartenente ai toracotteridi. Visse nel Triassico medio (Ladinico, circa 240 - 238 milioni di anni fa) e i suoi resti fossili sono stati ritrovati in Cina.

## Descrizione
Questo pesce, lungo poco più di 15 centimetri, era di aspetto decisamente insolito per la presenza di enormi pinne pettorali. Il piano corporeo di Potanichthys era sostanzialmente quello di un animale dotato di quattro "ali": un paio di pinne pettorali enormemente ingrandite e un paio di pinne pelviche anch'esse di grandi dimensioni, che dovevano fungere da "ali accessorie". La pinna caudale era altamente asimmetrica e profondamente biforcuta, con il lobo inferiore notevolmente più robusto e allungato di quello superiore. Potanichthys si distingueva da altri toracotteridi simili per le dimensioni della testa (circa un terzo della lunghezza del corpo), per la presenza di due ossa sopraorbitali e di due suborbitali e per la presenza di scaglie solo nella regione appena precedente la pinna caudale; le scaglie erano disposte in quattro file oblique. 

## Classificazione
Potanichthys è un membro dei toracotteridi, un gruppo di neotterigi arcaici di incerta posizione sistematica. In particolare, Potanichthys ricorda l'europeo Gigantopterus nell'estrema riduzione delle scaglie sul corpo. Potanichthys xingyiensis venne descritto per la prima volta nel 2012, sulla base di resti fossili ritrovati in Cina, nella provincia di Guizhou, in terreni risalenti all'Anisico (Triassico medio). Un'altra specie di toracotteride anch'essa del Triassico medio cinese, Thoracopterus wushaensis, potrebbe essere identica a Potanichthys. 

## Paleoecologia
Sembra che Potanichthys potesse librarsi sopra l'acqua come gli attuali pesci volanti, sfruttando la particolare morfologia della coda come propulsore per lanciare l'animale fuori dall'acqua; le ampie "ali", poi, avrebbero garantito l'aerodinamicità necessaria per il "volo".